# Плейнв'ю (Міннесота)
Плейнв'ю (англ. Plainview) — місто (англ. city) в США, в окрузі Вобаша штату Міннесота. Населення — 3483 особи (2020).

## Географія
Плейнв'ю розташований за координатами 44°9′53″ пн. ш. 92°10′9″ зх. д. / 44.16472° пн. ш. 92.16917° зх. д. (44.164687, -92.169190).  За даними Бюро перепису населення США в 2010 році місто мало площу 5,61 км², з яких 5,60 км² — суходіл та 0,00 км² — водойми.

## Демографія
Згідно з переписом 2010 року, у місті мешкало 3340 осіб у 1278 домогосподарствах у складі 868 родин. Густота населення становила 596 осіб/км².  Було 1355 помешкань (242/км²).
Расовий склад населення:
| - 94,9 % — білих - 0,3 % — азіатів - 0,2 % — чорних або афроамериканців - 0,1 % — корінних американців - 3,5 % — осіб інших рас |

До двох чи більше рас належало 1,0 %. Частка іспаномовних становила 7,8 % від усіх жителів.
За віковим діапазоном населення розподілялося таким чином: 27,5 % — особи молодші 18 років, 57,3 % — особи у віці 18—64 років, 15,2 % — особи у віці 65 років та старші. Медіана віку мешканця становила 34,8 року. На 100 осіб жіночої статі у місті припадало 92,8 чоловіків;  на 100 жінок у віці від 18 років та старших — 90,8 чоловіків також старших 18 років.
Середній дохід на одне домашнє господарство  становив 74 895 доларів США (медіана — 55 226), а середній дохід на одну сім'ю — 72 323 долари (медіана — 65 833). За межею бідності перебувало 8,2 % осіб, у тому числі 15,8 % дітей у віці до 18 років та 7,7 % осіб у віці 65 років та старших.
Цивільне працевлаштоване населення становило 1736 осіб. Основні галузі зайнятості: освіта, охорона здоров'я та соціальна допомога — 28,7 %, роздрібна торгівля — 14,0 %, виробництво — 12,3 %.